# دادخواهی در دادگاه علیه خدا
دادخواهی در دادگاه علیه خدا هم در واقعیت و هم در داستان‌ها وجود داشته‌است.

## نمونه‌ها در دنیای واقعی
ار نمونه‌های واقعی این دادخواهی می‌توان به شکایت ارنی چمبرز سناتور ایالت نبراسکای آمریکا از خدا اشاره کرد که برای تعیین حدود شکایت در دادگاه آن را مطرح کرد ولی این شکایت به علت آنکه خدا آدرس مشخصی ندارد و نمی‌توان نامه احضار به دادگاه را به ان آدرس فرستاد، رد شد. سناتور معتقد بود که چون خدا از همه چیز آگاه است پس از شکایت هم مطلع است.
یک رومانیایی ۲۰ ساله نیز به علت آنکه کلیسای ارتدکس رومانی به عنوان نماینده خدا نتوانسته بود او را از بلای شیطان حفظ کند از آن کلیسا شکایت کرد. دادگاه به علت آنکه این شکایت خارج از حوزه اختیارات قضایی است آن را رد کرد.

## در داستان‌ها
در فیلم کمدیِ مردی که خدا را تحت پیگرد قرار داد مرد ماهیگیر موفق می‌شود حق بیمهٔ خود را از شرکت‌های بیمه به خاطر تخریب قایق خود دریافت کند. شرکت‌های بیمه به این دلیل که تخریب این قایق تقدیر خدا بوده‌است، از پرداخت حق بیمه خودداری می‌کردند.